# Alexandre Tuffèri
Alexandre Tuffèri or Tuffère (en francés Αλέξανδρος Τουφερής - Alexandros Touferis) (Atenas, Grecia, 8 de junio de 1876 - 14 de marzo de 1958) fue un atleta franco-griego, quién nació y vivió en Atenas. Compitió en los Juegos Olímpicos de Atenas 1896 compitiendo para Francia, pero también estableció algunos récords nacionales en Grecia.
Se ubicó segundo en la prueba de triple salto, detrás del ganador (James Brendan Connolly de los Estados Unidos.  El salto de Tuffèri fue de 12.70 metros, y el de Connolly, 13.71 metros.
Tuffère fue uno de los nueve atletas que compitieron en salto largo. La única información que se conoce de su ubicación en la tabla general es que no fue uno de los mejores cuatro competidores.
También participó en los Juegos Olímpicos de París 1900 en el evento de salto triple, finalizando sexto. También participó en los Juegos Olímpicos intermedios de 1906, esta vez representando a Grecia.
En noviembre de 1940, Tuffère, quien vivía en Atenas en ese tiempo, fue nominado para ser cabeza de un grupo de la Gaullist Party, organizado por simpatizantes del movimiento Francia libre. Sin embargo, el verdadero líder del grupo, quien inicialmente fue el general Georges Catroux quien estaba en El Cairo en ese tiempo, fue Octave Merlier.